# Onthophagus sugillatus
Onthophagus sugillatus là một loài bọ cánh cứng trong họ Bọ hung (Scarabaeidae).